# Lexi Bardot
Lexi Bardot (Bombay, 3 de julio de 1977) es una actriz pornográfica estadounidense.

## Biografía
Lexi Bardot nació en Bombay, India, y creció en Baltimore, Maryland. Lexi fue a la universidad durante 3 años, estudió sociología y trabajó en un hospital con niños. También encontró tiempo para trabajar como bailarina. Tiempo después, Lexi trabajó como maquilladora para una compañía durante 5 años. Lexi quiso trabajar como maquilladora en la industria pornográfica, pero la compañía para la que trabajaba no accedió, lo hizo de todas maneras y fue despedida. Lexi también trabajó como DJ.
Lexi entró a la industria del entretenimiento para adultos en 2005, usando el nombre Serena Sinn, en su primera escena tuvo sexo anal. Más tarde, en 2005, cambió su nombre a Lexi Bardot. Por un tiempo vivió con los actores porno, Mark Davis y Joey Ray. Luego pasó a vivir con los actores porno, Gianna Lynn, Jenaveve Jolie y Johnny Castle.

## Filmografía
| 2007 - Bring It Black 6 - The 2007 AVN Awards Show - 818 Inked - Apprentass 7 - Black Guys Make Me Squirt! - Corruption - Cry Mercy - Dirty Over 30 - Doin' the Mandingo - Domination - Face Fucking, Inc. 2 - I Love Big Toys 7 - My First White Chick - POV Cock Suckers 4 - Sick Chixxx - The Skin Trade - So Low - Tattooed & Tight - Tongues and Twats 3 | 2006 - All In: A Wild Night in Vegas - Cream Filled Holes 4 - Belladonna: No Warning 2 - Assploitations 7 - Bangin' Black 3 - The Black Mamba 1 - Blackzilla Is Splittin' That Shitter - Butt Blast! - Chemistry 2 - Cherry Lickers 3 - Cock Craving Cuties - Cuntrol - Eastside Story - Evil Anal 2 - Fishnets 4 - Fucking Hostile 2 - Ghouls Gone Wild - I Can't Believe I Took the Whole Thing 9 - Incumming 10 - Inseminated by 2 Black Men 11 | - Jackin' the Beanstalk - Marey Carey for Governor - My Hot Wife Is Fucking Blackzilla! 8 - Penetration 11 - Punk Rock Pussy - Pussy Foot'n 19 - Pussy Party 19: Hot Summer Orgy - Romantic Rectal Reaming 2 - Scurvy Girls - Sex and the Sybian - Suck It Dry 2 - Whoregasm 2005 - 7 Deadly Sins - Anal Authority 3 - Blow Pop - Butt Bitches - Fill 'er Up 2 - Juicy 4 - Knee Pad Nymphos Vol. #9 - Monique on the Sly - Panty Party 2 - Sex Fetish |